# Thanh toán chia tách
Thanh toán chia tách (a.k.a. Giao dịch thanh toán chia tách) là thuật ngữ tài chính cho hành vi tách (chia) một khoản thanh toán đơn lẻ và toàn bộ trong hai hoặc nhiều giao dịch đồng thời được thực hiện bởi các phương thức thanh toán khác nhau. Ví dụ: thanh toán tách 100 đô la cho một cửa hàng bán lẻ có thể được thực hiện khi khách hàng thanh toán 50 đô la tiền mặt và 50 đô la bằng thẻ tín dụng. Khoản thanh toán chia nhỏ không được trả góp (a.k.a. Mua thuê), nơi thanh toán được thực hiện định kỳ với cùng phương thức thanh toán.

## Lịch sử
Trong thời đại thương mại toàn cầu, khả năng tài chính đã tăng lên cùng với những thách thức trong việc thu thập các khoản thanh toán. Các thị trường toàn cầu mở cửa và người tiêu dùng có được sức mua đang gia tăng. Trong khi thương nhân giao dịch trong nước và quốc tế được yêu cầu cung cấp cho người tiêu dùng nhiều tùy chọn thanh toán - đây không chỉ là dịch vụ mà người tiêu dùng yêu cầu, đó là điều bắt buộc đối với người bán để chuyển đổi sản phẩm/dịch vụ thành tiền mặt. Theo thống kê, càng nhiều tùy chọn thanh toán người bán có thể cung cấp thì khả năng tiếp cận nhiều người tiêu dùng hơn sẽ tăng lên. Các phương thức thanh toán khác nhau có sẵn trên toàn thế giới là áp đảo, tuy nhiên các phương thức thanh toán có sẵn trong một thị trường cụ thể bị ảnh hưởng bởi luật pháp địa phương, pháp chế, văn hóa và mức độ phát triển. Đối với người bán, điều này tạo ra một thách thức khi thích ứng với hệ thống của họ để chấp nhận một loạt các phương thức thanh toán để tham gia vào thị trường với các dịch vụ của họ.

## Thanh toán chia tách so với mã giảm giá
Có một vài mô hình cho thanh toán chia tách, một số sử dụng thuật ngữ cho mã giảm giá hoặc phiếu thưởng, khi được sử dụng để trợ cấp một phần của toàn bộ số tiền thanh toán. Mặc dù phương pháp này có thể được sử dụng để đơn giản hóa khái niệm, nhưng đó không phải là ý nghĩa của việc thanh toán chia tách. Sự khác biệt chính giữa thanh toán chia tách và mã giảm giá là các mã giảm giá được sử dụng để giảm toàn bộ số tiền thanh toán mới - sau đó được thanh toán đầy đủ bằng một phương thức thanh toán trong một giao dịch. Sự khác biệt đáng kể giữa việc triển khai thanh toán chia tách và triển khai mã giảm giá là giai đoạn mà chúng xuất hiện trong quá trình thanh toán. Một phiếu giảm giá được thực hiện trước khi quá trình thanh toán, cũng được gọi là giỏ mua hàng. Khoản thanh toán chia tách được thực hiện trong quá trình thanh toán, thường là một trong các bước kéo dài.

## Các thách thức

### Thách thức kinh doanh
Những thách thức đối với doanh nghiệp là tất cả trong toàn tổ chức. Nó chủ yếu là sự tích lũy và tham chiếu của hai giao dịch riêng biệt thành một lệnh duy nhất. Điều gì trong cuộc sống thực tế tầm thường (hai khoản thanh toán đến từ cùng một bàn tay) là cho các quy trình kinh doanh là một thách thức lớn, và nó là một thách thức lớn hơn khi các giao dịch này được thực hiện trên Internet. Những thách thức kinh doanh nhút nhát cả thương nhân nhỏ và lớn từ việc cung cấp thanh toán chia tách. Ví dụ: Amazon đề cập đến các trang trợ giúp của họ rằng họ không cho phép thanh toán chia tách giữa tài khoản séc và thẻ quà tặng hoặc thẻ tín dụng.

### Những thách thức kỹ thuật
Các hệ thống CNTT xử lý các giao dịch tài chính xử lý các giao dịch đó dưới dạng đơn vị nguyên tử. Hệ thống tài chính hoàn thành một giao dịch từ đầu đến cuối, một giao dịch sau đây là một trường hợp hoàn toàn mới. Kết hợp hai giao dịch có tác động đến chi phí, chống gian lận, báo cáo nghĩa vụ (luật pháp và quy định) và có thể kết thúc với một phần thông tin được lưu trữ trong hệ thống thương gia.

#### Ví dụ: triển khai trực tuyến cho thanh toán chia tách

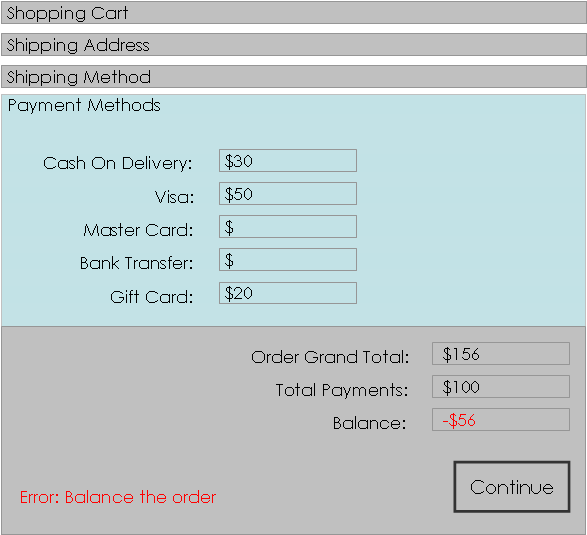
Ví dụ về triển khai thanh toán chia nhỏ trong khi thanh toán
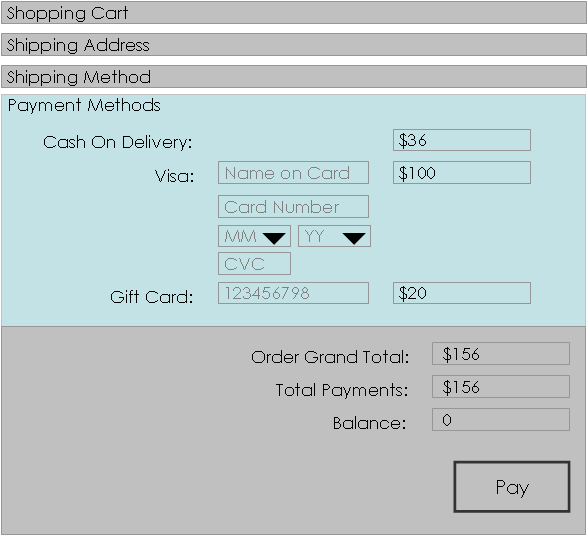
Ví dụ về trang giao dịch thanh toán chia cho doanh nghiệp trực tuyến
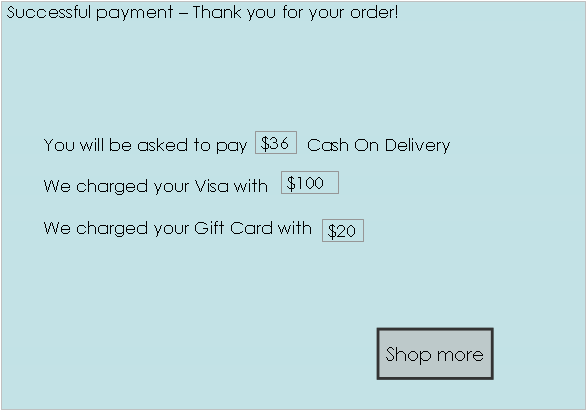
Ví dụ về trang xác nhận thanh toán chia tách cho doanh nghiệp trực tuyến

## Thiết bị bán hàng
Nhiều thiết bị bán hàng (POS), thanh toán chia tách đã được áp dụng.